# 野口鉱油
野口鉱油株式会社（のぐちこうゆ）は、山形県天童市に本社を置き、ENEOSの特約店として山形県と宮城県でガソリンスタンドを展開する企業。

## 沿革
- 1957年10月 - 「野口鉱油株式会社」創業。

## 関連会社
野口産業株式会社
- 石油運送業

野口工業株式会社
- 設備工事業

宝フリート株式会社
・ガソリンスタンド　